# Alcis paghmana
Alcis paghmana là một loài bướm đêm trong họ Geometridae.